# الكركرة
الكركرة أيضا تعرف ب" كركرة" بحذف الألف و اللام، بالفرنسية "KERKERA" من بلديات ولاية سكيكدة يحدها شمالا البحر الأبيض المتوسط وشرقا بلدية تمالوس و من الغرب بلدية القل وجنوبا بلديتي بني زيد وبين الويدان وهي بلدية تتربع على مساحة 93 كلم² تعدادها السكاني حوالي 34000 نسمة، يمارس ساكنيها الزراعة كمصدر أساسي للعيش، التجارة، خدمات السياحة والصيد البحري. تحتوي المنطقة على سهول ومروج وطبيعة أرضية مسطحة تسمح بممارسة نشاط الرعي والزراعة بصفة أساسية، وتوفر تقريبا جل طلبات البلديات المجاورة بالخضر والفواكه طيلة السنة.

## التجمعات السكانية
من أهم التجمعات السكانية بعد مركز البلدية، قرية أحمد سالم المتواجدة إلى الشرق على أطراف الطريق الوطني رقم 85 الرابط بين القل وقسنطينة والتي تبعد عن مركز البلدية ب 9 كلم، كذلك قرية حجرية المتواجدة إلى الشمال على ساحل البحر تبعد عن مركز البلدية ب 6 كلم وقرية بولقرطوم إلى الجنوب وتبعد ب 3 كلم عن المركز، قرية الرباحية والثلثاش ، قرية الغديرة ، قرية الحمام ، قرية الطهرة 

## معالم
تحتوي كركرة على العديد من الآثار أبرزها مقابر الدولمن بمنطقة الحارة و القصر الروماني بشاطئ لقصر، وعلى دكر شاطئ لقصر لبلدية كركرة شريط ساحلي يحتوي على الكثير من الشواطئ أبرزها شاطئ بن زويت المحروس صيفا وكذلك شاطئ طهر مرست ولقصر وشاطئ واد العسل وشاطئ زقور على الحدود مع بلدية تمالوس وكذلك الشاطئ الصغير ڨرابلو.
قدمت كركرة للجزائر مئات الشهداء والمجاهدين من أجل تحرير الوطن من الاستعمار فأمام مبنى البلدية مباشرة بوسط ساحة الشهداء يوجد النصب التذكاري الذي يخلد أسماء شهداء بلدية كركرة.

## ملحوظون
من أهم شخصيات بلدية كركرة العلامة المصلح صالح بن مهنا الذي تحمل ثانوية كركرة إسمه.